# Amazonsparvuggla
Amazonsparvuggla (Glaucidium hardyi) är en fågel i familjen ugglor inom ordningen ugglefåglar.

## Utseende och läte
Amazonsparvugglan är en mycket liten uggla, med grått huvud som kontrasterar med rödbruna strimmor nerför den vita buken. Huvudet är runt utan örontofsar. Arten liknar den större rostpärlugglan, men har mindre och gråare huvud samt är mindre streckad. Lätena skiljer sig också, där amazonsparvugglan har en snabb, fallande serie.

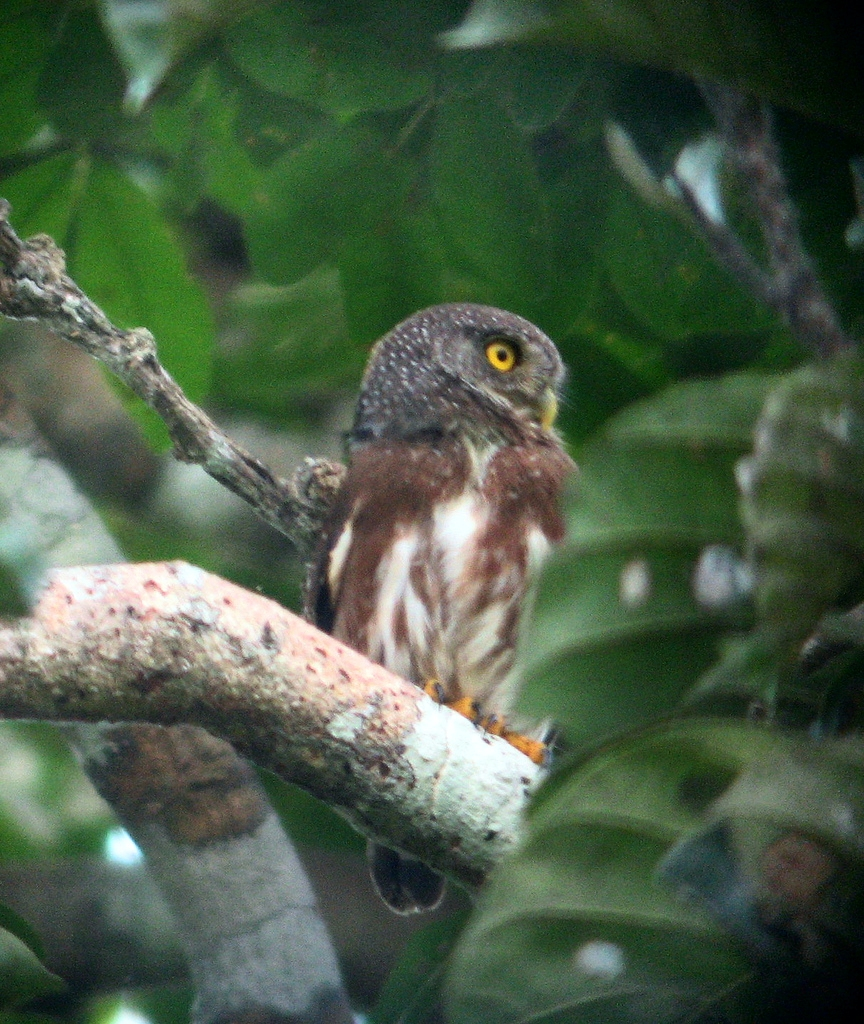

## Utbredning och systematik
Fågeln förekommer från sydöstra Venezuela till Guyana, Amazonområdet i Brasilien, sydöstra Peru och Bolivia. Den behandlas som monotypisk, det vill säga att den inte delas in i några underarter. Amazonsparvugglan beskrevs som ny art för vetenskapen så sent som 1990.

## Levnadssätt
Amazonsparvugglan hittas i en rad olika områden, både i uppvuxen regnskog och i skogskanter. Likt andra sparvugglor hörs den mest kring gryning och skymning, men även både dagtid och på natten.

## Status och hot
Arten har ett stort utbredningsområde, men tros minska i antal, dock inte tillräckligt kraftigt för att den ska betraktas som hotad. Internationella naturvårdsunionen IUCN listar därför arten som livskraftig (LC).

## Namn
Fågelns vetenskapliga artnamn hedrar den amerikanske ornitologen John William Hardy (1930-2012).